# 采爾湖 (博登湖)
47°42′12″N 8°58′20″E / 47.70333°N 8.97222°E

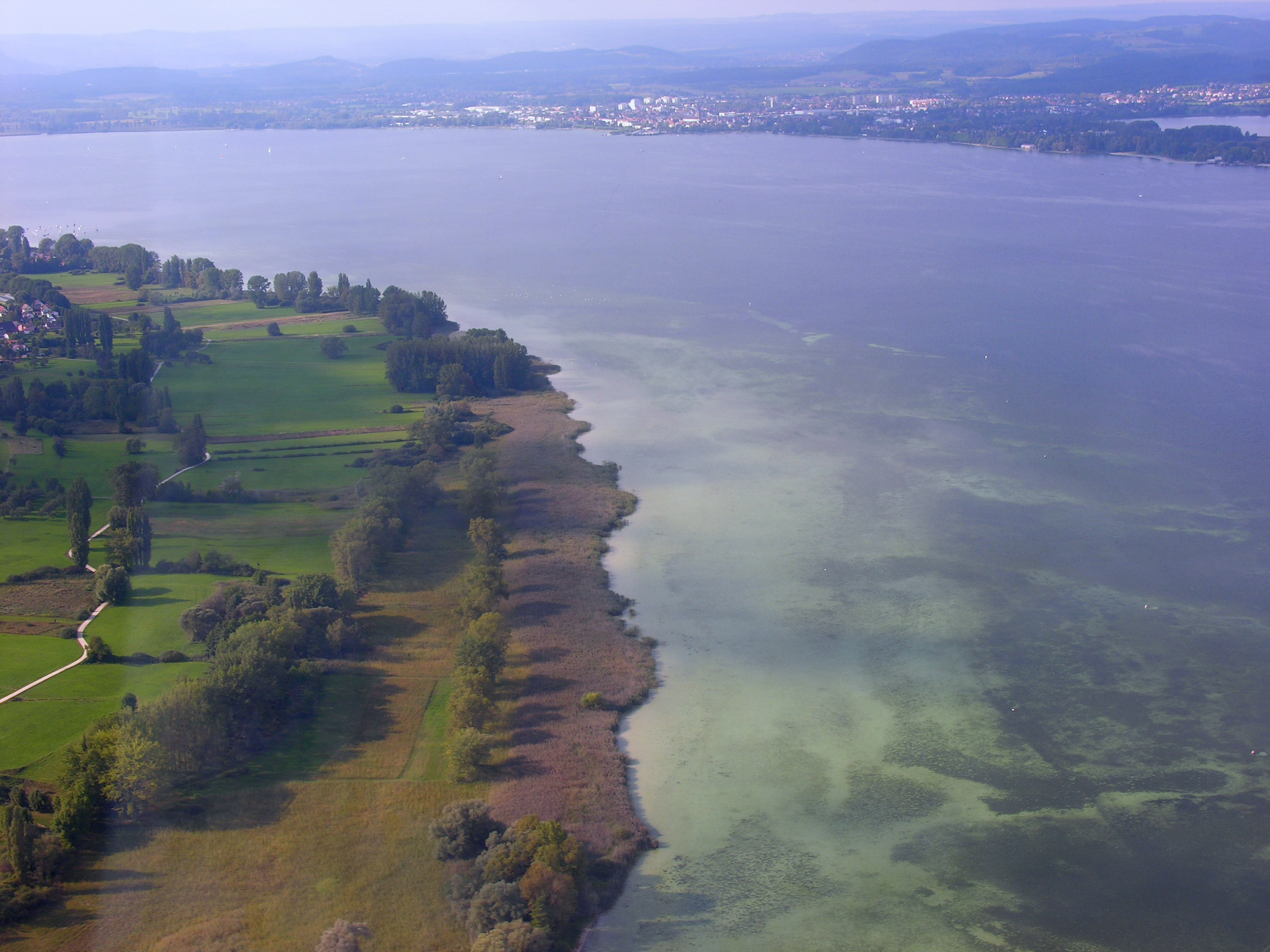

采爾湖（德語：Zeller See），是德國的湖泊，位於該國西南部，由巴登-符騰堡州負責管轄，屬於博登湖的西南部，長5.4公里、寬2.4公里，面積11平方公里，最大水深22米。